# Миттелосберген
Миттелосберген, Миттельхаусберген (фр. Mittelhausbergen [mitəlawsbɛʁɡən]) — коммуна на северо-востоке Франции в регионе Гранд-Эст (бывший Эльзас — Шампань — Арденны — Лотарингия), департамент Нижний Рейн, округ Страсбур, кантон Энайм. До марта 2015 года коммуна административно входила в состав упразднённого кантона Мюндольсайм (округ Страсбур-Кампань).
Площадь коммуны — 1,72 км², население — 1775 человек (2006) с выраженной тенденцией к росту: 1836 человек (2013), плотность населения — 1067,4 чел/км².

## Население
Население коммуны в 2011 году составляло 1698 человек, в 2012 году — 1768 человек, а в 2013-м — 1836 человек.
| 1962 | 1968 | 1975 | 1982 | 1990 | 1999 | 2006 | 2008 | 2011 | 2012 | 2013 |
| ---- | ---- | ---- | ---- | ---- | ---- | ---- | ---- | ---- | ---- | ---- |
| 469  | 504  | 852  | 1169 | 1425 | 1680 | 1775 | 1726 | 1698 | 1768 | 1836 |

Динамика населения:

## Экономика
В 2010 году из 1136 человек трудоспособного возраста (от 15 до 64 лет) 827 были экономически активными, 309 — неактивными (показатель активности 72,8 %, в 1999 году — 75,1 %). Из 827 активных трудоспособных жителей работали 770 человек (400 мужчин и 370 женщин), 57 числились безработными (33 мужчины и 24 женщины). Среди 309 трудоспособных неактивных граждан 133 были учениками либо студентами, 117 — пенсионерами, а ещё 59 — были неактивны в силу других причин.

## Достопримечательности (фотогалерея)
- На въезде
- Ночью
- Протестантская церковь